# Niszczyciele min typu Sandown
Niszczyciele min typu Sandown – typ piętnastu brytyjskich niszczycieli min zbudowanych przez stocznię Vosper Thornycroft. Dwanaście okrętów zbudowanych w dwóch seriach weszło do służby w Royal Navy w latach 1989-1993 oraz 1998-2001. Pozostałe trzy jednostki trafiły w latach 1991-1997 do Arabii Saudyjskiej.
W latach 2004–2005 z Royal Navy wycofano trzy jednostki (HMS "Sandown", "Inverness" oraz "Bridport"), które w 2006 sprzedano Estonii. Kolejny okręt (HMS "Walney") został wycofany ze służby w 2010 roku.
Obecnie wszystkie okręty pozostające w służbie Royal Navy w ramach porozumienia Surface Ship Support Alliance Class Output Management (COM) przechodzą remont i częściową modernizację w stoczni przedsiębiorstwa Babcock w Rosyth.

## Okręty
Wielka Brytania
- HMS "Sandown" (M101; sprzedany do Estonii jako "Admiral Cowan")
- HMS "Inverness" (M102; sprzedany do Estonii jako "Sakala")
- HMS "Cromer" (M103)
- HMS "Walney" (M104)
- HMS "Bridport" (M105; sprzedany do Estonii jako "Ugandi")
- HMS "Penzance" (M106)
- HMS "Pembroke" (M107; przeznaczony do sprzedaży Rumunii)
- HMS "Grimsby" (M108; przekazany Ukrainie jako „Czernihiw”)[5]
- HMS "Bangor" (M109)
- HMS "Ramsey" (M110)[6]
- HMS "Blyth" (M111; sprzedany Rumunii jako „Sublocotenent Ion Ghiculescu”)[7]
- HMS "Shoreham" (M112; przekazany Ukrainie jako „Czerkasy”)[5]

 Arabia Saudyjska
- "Al Jawf"
- "Shaqra"
- "Al Kharj"

 Estonia
- "Admiral Cowan" (M313)
- "Sakala" (M314)
- "Ugandi" (M315)

 Rumunia
- „Sublocotenent Ion Ghiculescu” (ex „Blyth”, od 2023)[7]
- ? (ex „Pembroke”)[7]

 Ukraina
- „Czernihiw” (M310)[5]
- „Czerkasy” (M311)[5]

## Służba
Okręty 3 Dywizjonu Niszczycieli Min (w 1995 roku: „Sandown”, „Bridport”, „Walney”, „Iverness”, „Cromer”) bazowały w Rosyth do zamknięcia tej bazy 7 listopada 1995 roku, a następnie w Faslane (HMNB Clyde).